# PTAheute
Die PTAheute ist eine unabhängige Fachzeitschrift für pharmazeutisch-technische Assistenten. Der inhaltliche Schwerpunkt liegt auf den Themen Pharmazie und Apothekenpraxis.

## Geschichte
PTAheute erschien erstmals 1974 – damals viermal jährlich als achtseitige Beilage der Deutschen Apothekerzeitung. Nachdem in den 1980er-Jahren der Beratungsbedarf für Arzneimittel und damit die Zahl der PTA anstieg, wurde die PTAheute 1987 als eigenständige Zeitschrift veröffentlicht. Hinzu kamen jährlich zwei Sonderausgaben. Ab Januar 2007 wurde die Erscheinungshäufigkeit erhöht, fortan erschien die Zeitschrift zweimal monatlich (davon drei Doppelausgaben). Seit Sommer 2009 gibt es außerdem PTAheute Schule, ein Sonderheft, das jedes Jahr zum Schuljahresbeginn an alle PTA-Schulen in Deutschland versendet wird.

## Inhalte und Aufbau
Als unabhängige Fachzeitung werden in PTAheute Themen aus dem Bereich Pharmazie und Apothekenpraxis behandelt. Jede Ausgabe widmet sich einem Titelthema, das in mehreren Artikeln behandelt wird. Weitere Rubriken decken die Sachgebiete Neuigkeiten aus dem Gesundheitswesen, Beratungswissen, englische Fachsprache, Medizinwissen, Wissen zu komplementärmedizinischen Methoden, Meldungen aus Berufsfachschulen, neue Wirkstoffe und Arzneimittel sowie Neuigkeiten von Berufsverbänden und der Apothekengewerkschaft ab.

## Auszeichnungen
2006 verlieh der Bundesverband der Arzneimittelhersteller (BAH) den Selbstmedikationspreis an die PTAheute.
Der Branchenverband „Deutsche Fachpresse“ zeichnete PTAheute 2019 als Beste Fachzeitschrift aus.
Laut LA-PHARM 2020, einer Umfrage, bei der Apothekenmitarbeiter zur Nutzung von pharmazeutischen Fachzeitschriften interviewt werden, ist PTAheute die reichweitenstärkste und meistgelesene Fachzeitschrift bei PTA und Pharmazieingenieuren.

## Regelmäßige Beilagen
Sechsmal im Jahr wird PTAheute die Zeitschrift PKAaktiv beigelegt, eine Fachzeitschrift für pharmazeutisch-kaufmännische Angestellte.
Von 2014 bis 2022 war die Teamschulung eine viermal jährlich erscheinende Beilage, die sowohl PTAheute als auch der Deutschen Apothekerzeitung beilag. Inhaltlich befasste sich jede Ausgabe mit einem Themenschwerpunkt, anhand dessen das pharmazeutische Personal Fortbildungspunkte für das freiwillige Fortbildungszertifikat erwerben konnten. Seit 2023 ist die Teamschulung in die Hefte Deutsche Apothekerzeitung, PTAheute und PKAaktiv eingegliedert.